# 波特 (索姆省)
波特（法語：Potte，法語發音：[pɔt]）是法国上法蘭西大區索姆省的一个市镇，属于佩罗讷区。

## 地理
波特（49°47'53"N, 2°54'7"E）面积3.27 平方千米，位于法国上法蘭西大區索姆省，该省份为法国北部沿海省份，北起加来海峡省和北部省，西接滨海塞纳省和大西洋英吉利海峡，南至瓦兹省，东临埃纳省。
与波特接壤的市镇（或旧市镇、城区）包括：屈尔希、利库尔、梅尼勒圣尼凯斯、莫尔尚、伊佩库尔。

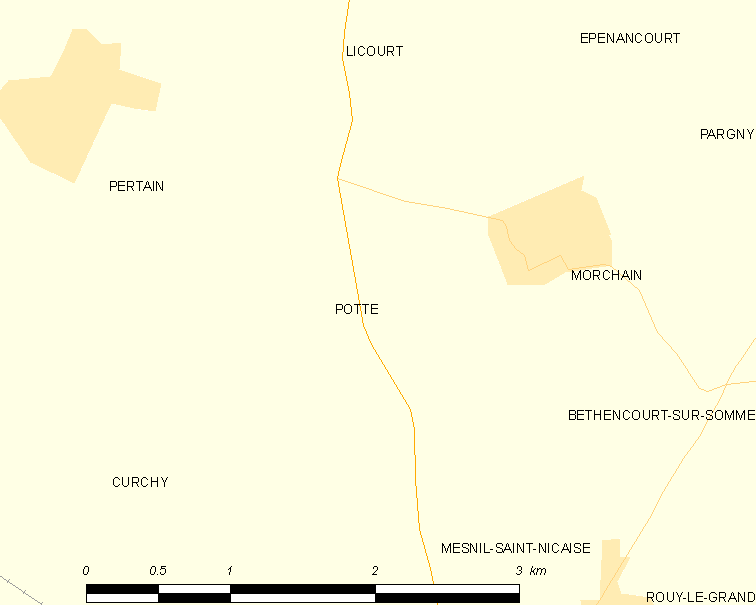
的OSM定位图

波特的时区为UTC+01:00、UTC+02:00（夏令时）。

## 行政
波特的邮政编码为80190，INSEE市镇编码为80638。

## 政治
波特所属的省级选区为阿姆县。

## 人口

1962-2008年间人口变化图示

波特于2022年1月1日时的人口数量为111人。